# T 188
| T 188                | T 188                                         |
| T 188 mit Tieflöffel | T 188 mit Tieflöffel                          |
| -------------------- | --------------------------------------------- |
| Hersteller:          | VEB Weimar-Werk                               |
| Produktionszeitraum: | ab 1988 bis 1990                              |
| Vorgängermodell:     | T 185                                         |
| Nachfolgemodell:     | Weimar M 1000 A                               |
| Motorentyp:          | 4 VD 14,5/12-1 SRW                            |
| Motorleistung:       | 50 kW/68 PS                                   |
| Motorenhersteller:   | VEB Motorenwerk Nordhausen                    |
| Schwenkbereich:      | 360°, fortlaufend                             |
| Masse:               | 10.800 kg bis 12.500 kg (Ausrüstungsabhängig) |
| Länge:               | 6800 mm                                       |
| Höhe:                | 3500 mm                                       |
| Breite:              | 2500 mm                                       |

Der T 188 war die letzte Serie einer Baggerproduktion mit hydraulischem Antrieb im VEB Weimar-Werk.

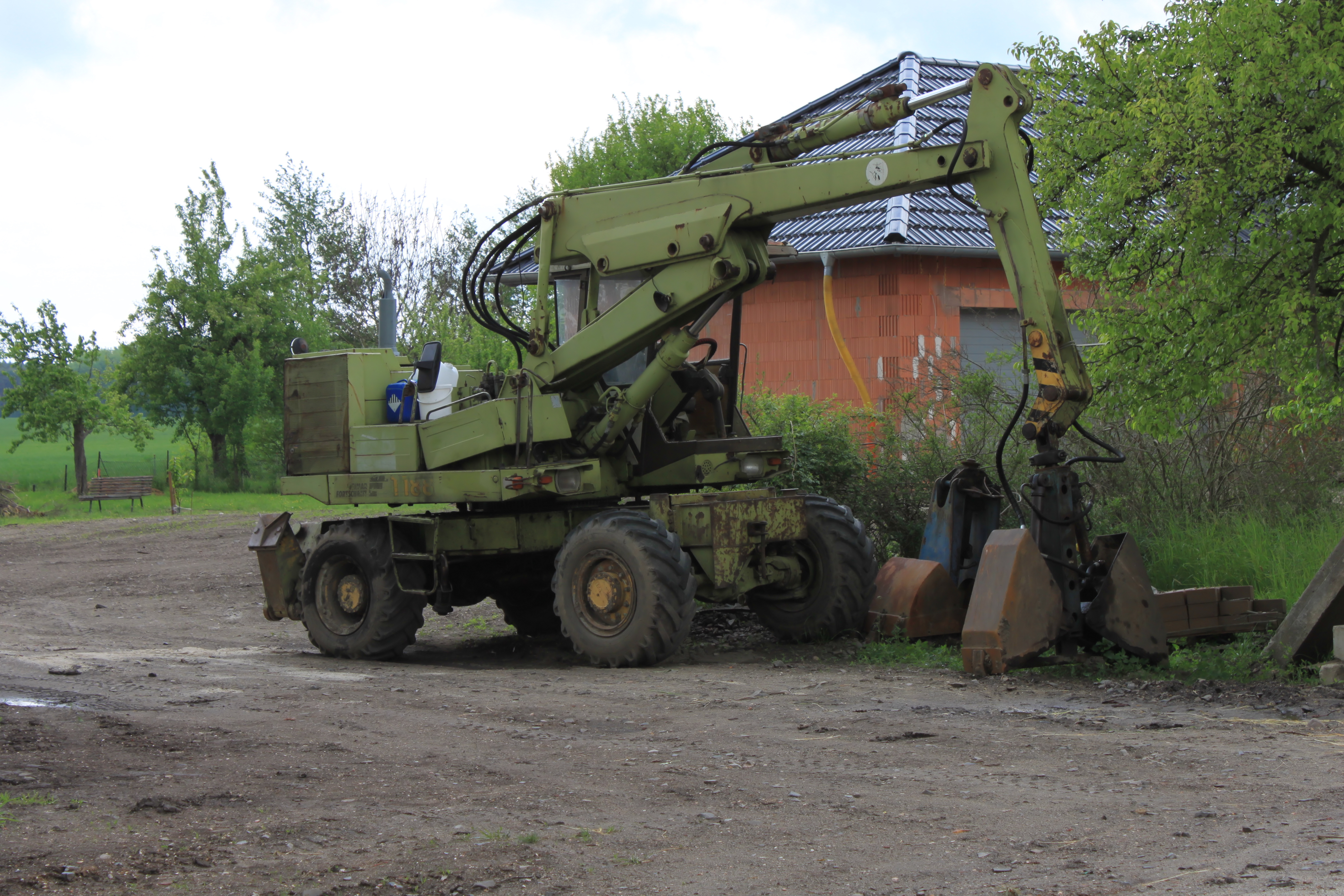
Beim Zweischalengreifer entfällt der für den Tieflöffel notwendige Hydraulikzylinder am Ausleger, über dessen Kreislauf werden stattdessen die Hydraulikzylinder am Greifer gesteuert.

Der T 188 war eine Weiterentwicklung des T 185, von dem der Oberwagen übernommen wurde. Wichtige Neuerungen waren die Joysticksteuerung sowie die Panoramakabine für einen verbesserten Arbeitskomfort. Auch ein Schiebeschild oder optional eine 4-Punkt-Abstützung sowie die vollhydraulische Gerätesteuerung und der hydraulische Fahrantrieb waren wichtige und notwendige Verbesserungen gegenüber seinem Vorgängermodell. Der Reihenvierzylinderdieselmotor 4 VD 14,5/12-1 SRW war ein Standardmotor des Motorenwerks Nordhausen, dessen leistungsstärkere Varianten auch im ZT 320 und W50 Verwendung fanden. Die Achsen wurden aus Gründen der Materialökonomie und um die spätere Wartung effizienter zu gestalten vom L60 übernommen.
Die Hochleistungshydraulikpumpen mit Arbeitsdrücken bis 320 bar waren vollkommen neu entwickelt.
Das erste Muster wurde 1983 erprobt. In den Jahren 1988 und 1989 wurden insgesamt 378 Stück gebaut. Die Tragfähigkeit ist mit 3,6 t angegeben, abhängig von der Auslegerverstellung. Es standen insgesamt 29 Anbaugeräte zur Verfügung, die zum großen Teil vom T 174 verwendet werden konnten.
Der Bagger hat zwei Vorwärtsgänge (5 bzw. 20 km/h), einen Rückwärtsgang (5 km/h) sowie eine Differenzialsperre, um auch im Gelände einen guten Vortrieb zu gewährleisten. Die Steigfähigkeit ist mit 45° angegeben.

## Technische Daten

### Leistungskennwerte allgemein

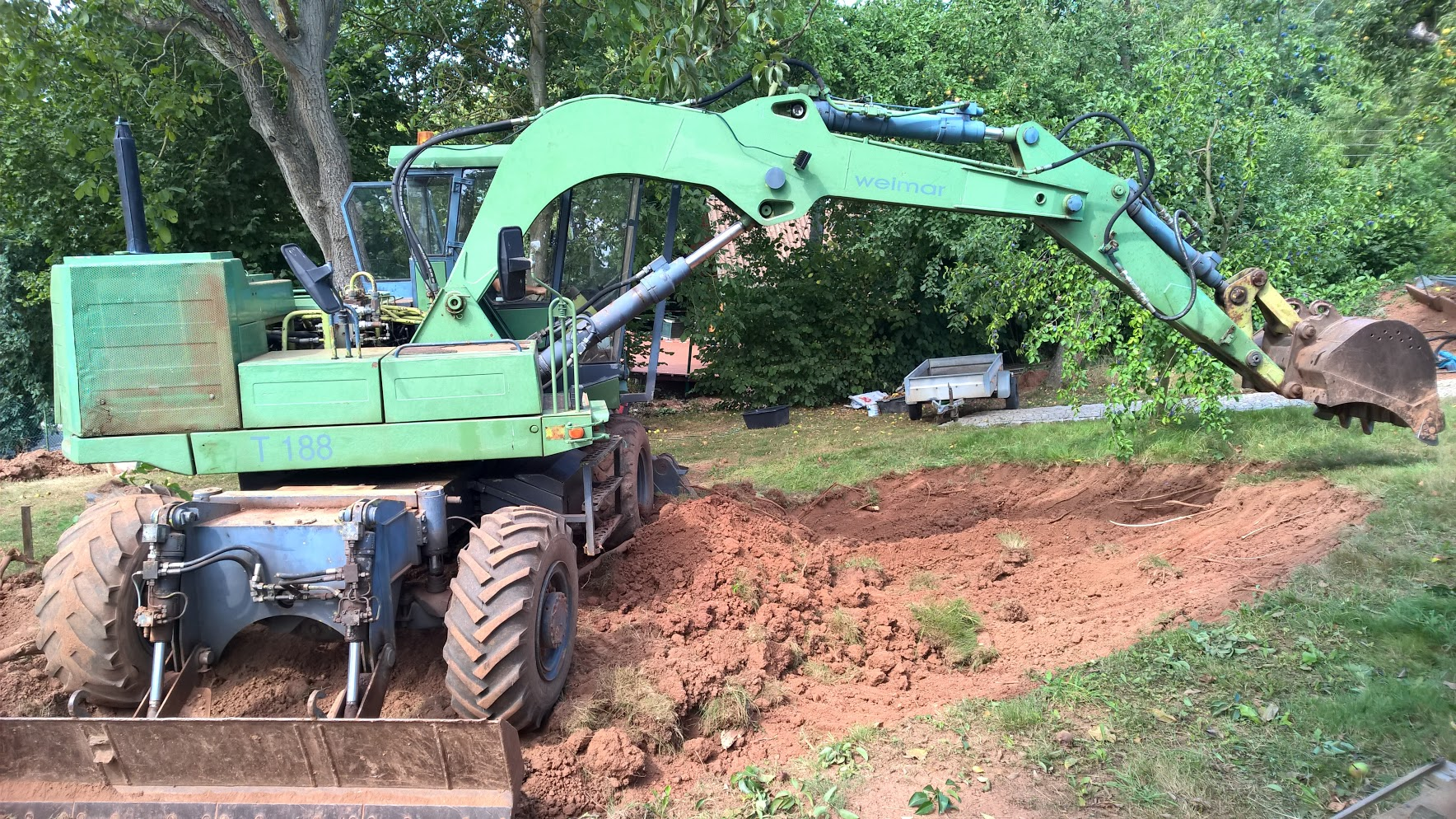
Weimar T 188 Bagger in der Version A03 (mit Abstützpratzen und Schiebeschild) mit dem sehr selten verbauten Monoblockausleger

| Kennwert                                              | Leistung                                |
| ----------------------------------------------------- | --------------------------------------- |
| maximale Tragfähigkeit mit Hilfshaken am Baggerlöffel | 1,5 t                                   |
| maximale Tragfähigkeit im Greiferbetrieb              | 1,7 t                                   |
| maximale Schürfkraft im Baggerbetrieb                 | 65 kN                                   |
| Umschlagleistung mit Greifer                          | 150–250 t/h                             |
| Baggerleistung mit Tieflöffel                         | 40–60 m³/h                              |
| Neigungsgrenze                                        | 1,5° ohne Reduzierung der Tragfähigkeit |
|                                                       | 5° mit reduzierter Tragfähigkeit        |
| Fahrgeschwindigkeiten                                 |                                         |
| Straßengang (1. Gang)                                 | 0 bis 20 km/h                           |
| Geländegang (2. Gang)                                 | 0 bis 5 km/h                            |
| Rückwärtsgang                                         | 0 bis 5 km/h                            |
| Steigfähigkeit auf befestigter Fahrbahn               |                                         |
| Straßengang                                           | 10 %                                    |
| Geländegang                                           | 50 %                                    |
| Einsatzgrenzen                                        |                                         |
| minimale Umgebungstemperatur                          | −20 °C                                  |
| maximale Umgebungstemperatur                          | +40 °C                                  |

### Leistungskennwerte Unterwagen
| Kennwert                      | Leistung                       |
| ----------------------------- | ------------------------------ |
| Radstand                      | 2600 mm                        |
| Spurweite vorne/hinten        | 1959/2009 mm                   |
| Bodenfreiheit unter der Achse | 330 mm                         |
| Pendelwinkel der Vorderachse  | ±6°                            |
| Wendekreisdurchmesser         | 15,0 m                         |
| Bereifung                     | 16/70-20 14 PR A19 (405/70-20) |
| Luftdruck                     | 4,5 bar                        |

### Leistungskennwerte Oberwagen
| Kennwert            | Leistung    |
| ------------------- | ----------- |
| hintere Ausladung   | 2000 mm     |
| Motorleistung       | 50 kW       |
| Motordrehzahl       | 1500/min    |
| Kraftstoffverbrauch | 7,0–8,5 l/h |
| Kraftstoff          | Diesel      |
| Inhalt Dieseltank   | 150 l       |
| Oberwagendrehzahl   | 6,2/min     |

### Leistungskennwerte Hydraulikanlage
| Kennwert                              | Leistung                 |
| ------------------------------------- | ------------------------ |
| Anzahl der unabhängigen Arbeitskreise | 6                        |
| maximaler Arbeitsdruck                |                          |
| Fahrwerk                              | 320 bar                  |
| Arbeitszylinder                       | 250 bar                  |
| Drehwerk/Sonderverbraucher            | 200 bar/100 bar          |
| Lenkung                               | 120 bar                  |
| Steuerhydraulik                       | 30 bar                   |
| maximale Fördermenge                  | 2 × 87 + 46 + 15 (l/min) |
| Nenninhalt des Hydrauliköltanks       | 185 l                    |
| Ölfilter                              | 25 μm / 10 μm            |

### Elektrische Anlage
| Kennwert                   | Leistung   |
| -------------------------- | ---------- |
| Spannung im Bordnetz       | 24 V       |
| Batterie 12 V              | 2 × 135 Ah |
| Leistung der Lichtmaschine | 500 W      |
| Scheinwerfereinstellwert x | 17 cm      |

### Eigenmassen und Inhalte der zugelassenen Arbeitswerkzeuge
| Werkzeugart               | Typennummer | Tragfähigkeit | Eigengewicht | Foto                             |
| ------------------------- | ----------- | ------------- | ------------ | -------------------------------- |
| Lasthaken                 | KN 800      | 3600 kg       | 18 kg        |                                  |
| Greifergrundgerüst        | KN 400      |               | 340 kg       |                                  |
| Schüttgutschale           | KN 249      | 0,4 m³        | 260 kg       |                                  |
| Schüttgutschale           | KN 440      | 0,6 m³        | 265 kg       |                                  |
| Schüttgutschale           | KN 258      | 0,8 m³        | 385 kg       |                                  |
| Schüttgutschale           | KN 441      | 1,1 m³        | 400 kg       |                                  |
| Zinkenleiste              | KN 257      | 0,6 m³        | 270 kg       |                                  |
| Zinkenleiste              | KN 445      | 1,0 m³        | 285 kg       |                                  |
| Greiferkorb               | KN 259      | 0,8 m³        | 280 kg       |                                  |
| Greiferkorb               | KN 446      | 1,3 m³        | 400 kg       |                                  |
| Tieflöffel mit Hilfshaken | KN 602      | 0,4 m³        | 310 kg       | KN 602 Tieflöffel mit Hilfshaken |